# 美國運通
美國運通（簡稱：Amex）是一間總部位於美國紐約市的金融服務公司。該公司最著名的業務是信用卡、簽帳卡（charge card）以及旅行支票。
美國運通的普通股票在紐約證券交易所（NYSE）的交易代號為「AXP」，屬於組成道瓊工業平均指數的三十支股票之一，同時也是《財富》（Fortune）雜誌中排名第74大的公司。2007年，《商業週刊》（BusinessWeek）和 Omnicom 將美國運通列為為最有價值品牌的第15名，估計品牌價值約為208.7億美元。
美國運通現任執行長為肯尼斯·錢納特（Kenneth Chenault），他在2001年從自1993年開始擔任執行長的哈維·葛洛柏（Harvey Golub）手中接下這個職位。而在更早是由詹姆士·羅賓森三世（James D. Robinson III）於1977年至1993年間擔任執行長。
根據對員工滿意度的調查，《財富》雜誌在2020年將美國運通列為《財富》雜誌2020年最適合工作的100家公司的第9名。

## 歷史

### 早期歷史

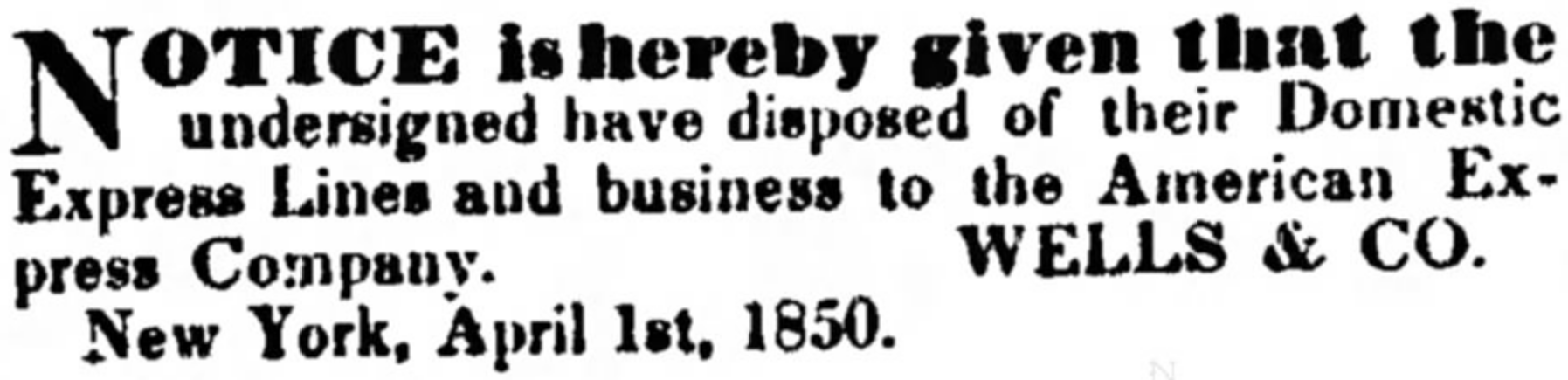
1850年第一則宣告美國運通成立的公開廣告。

美國運通於1850年在紐約州水牛城成立，最早是由三間不同的运输公司股份合併組成，分別是亨利·威爾斯（Henry Wells & Company）、威廉·法格（William Fargo & Company）和約翰·巴特菲爾德（John Butterfield）所擁有。其由運輸公司合併而來的歷史也是其英文名中Express（運輸、快遞）、中文名中“運”的由來，雖然今日美國運通已無運輸服務。美國運通最初的總部設在曼哈頓翠貝卡（TriBeCa）區的杰街（Jay Street）和哈德遜街（Hudson Street）的交叉口，在紐約州獨佔經營運輸事業（貨物、股票、貨幣等）。1874年美國運通將總部搬遷到紐約州新興的金融區－百老匯（Broadway）65號，其舊址至今仍保留下兩棟建築。

#### 美國運通大樓
1854年，美國運通在紐約市維西大街（Vesey Street）一帶購買了大量的不動產。該公司第一間位於紐約的總部設在哈德遜街（Hudson Street）55-61號，為一棟大理石建造的義大利式建築，在一樓有一座十分繁忙的的運輸補給站，屬於哈德遜河鐵路的支線。

## 卡等

### 共通
经典系列
- 普卡（Standard Card）[來源請求]
- 金卡（Gold Card）
- 白金卡（Platinum Card）
- 百夫長卡（Centurion Card；俗稱“黑卡”）

### 中国大陆
中国大陆另有蓝盒子系列的卡等
- 追梦（MEMBER）
- 心赏（SELECT）
- 至迈（MAX）
- 巅峰（ICON）

## 今日的美國運通
在1888年至1890年間的某個時期，詹姆士·康德爾·法格（James Congdell Fargo）在一次歐洲之行後感到極為失望和憤怒。儘管他身為美國運通公司的總裁，並且攜帶了傳統的信用狀（letter of credit），他發現除了在主要大城市外，取得現金變得異常困難。於是，法格聯合馬西魯士·富蘭明·貝瑞（Marcellus Fleming Berry）發明了美國運通旅行支票（Travelers Cheque），並於1891年推出，提供10、20、50和100美元的面額。
旅行支票的推出，使美國運通成為了一家真正的跨國公司。然而，這並非美國運通首次進行此類業務。在1914年第一次世界大戰爆發時，許多滯留於歐洲的美國人手中持有來自多間不同銀行簽發的信用狀，但大多數金融機構均拒絕提供協助。而美國運通的歐洲辦公室則聯合其他多家公司，為這些旅行者手中的信用狀提供擔保。
當地時間2008年11月5日，美國運通向美國聯邦儲備委員會提交了轉型為商業銀行的申請。11月10日，美國聯邦儲備委員會批准了該申請，這使得美國運通得以接收客戶存款，從而更好地應對由次貸危機引發的全球金融動盪。至此，美國運通繼摩根士丹利和高盛集團之後，成為在次貸危機中第三家成功轉型為商業銀行的機構組織。

### 旅行部門
美國運通於1915年成立了旅行部門（Travel Division），將所有旨在讓旅行更加輕鬆的服務整合在一起。不久之後，他們創立了集團旗下的第一間旅行社。
2019年12月17日，美國運通以50億美元出售旗下運通全球商務旅遊（American Express Global Business Travel）50%的股權，交易對象包括卡塔爾投資局、貝萊德、凱雷集團以及凱薩醫療機構等投資者，而美國運通則保留其餘50%的股權。

## 中国大陆业务
1918年，美国运通首次来到中国大陆，在上海开设该企业在中国大陆的第一家银行。
2017年，美国运通与连连集团合资成立连通（杭州）技术服务有限公司。
2018年11月9日，中国人民银行发布公告称，已会同中国银行保险监督管理委员会审查并通过美国运通在中国大陆子公司的筹备申请；媒体认为，该公告意味着美国运通将成为第一个可以在中国展开人民币清算的中国境外卡组织。
2020年6月13日，中国人民银行发布公告，称已批准美国运通从事银行卡清算业务的的子公司——连通公司正式开业，并向其核发银行卡清算业务许可证。这是继中国银联后获得中国大陆银行卡清算牌照的第二家企业，也是第一家获得银行卡清算牌照的外资企业。
2021年9月16日，美国运通宣布，连通公司携手兴业银行推出首款支持人民币结算的美国运通品牌借记卡产品，且招商银行、中信银行、广发银行将作为其首批借记卡发卡伙伴后续推出各自的美国运通借记卡产品。同年12月29日，广发银行发布“广发美国运通Lucky借记卡”。2023年6月8日，连通公司运营的“美国运通”微信公众号发布了中信银行美国运通人民币金卡借记卡的上市广告。

## 相關新聞
2022年6月8日，美国运通指中国人民政治协商会议全国委员会副主席、前特首梁振英之妻梁唐青儀涉未找9.3萬元卡數，入稟追討逾期還款費用。次日，梁唐青仪回应称已偿还所有债务。20日，梁振英表示美国运通已就此事致歉。

## 資料來源
1. ↑  Peter Z. Grossman. American Express: The Unofficial History of the People Who Built the Great Financial Empire. New York: Crown Publishers, 1987. (reprint: Beard Books 2006; ISBN 1-58798-283-8; Chapter 2.)
2. ↑  Noel M. Loomis, Wells Fargo. New York: Clarkson N. Potter, Inc., 1968
3. ↑  .   [2017-12-01]. （原始内容存档于2017-12-02）.
4. ↑  BusinessWeek/Interbrand 2006 Global Brand Survey 的存檔，存档日期2007-09-25.
5. ↑  . 美股之家. 2021-05-08  [2021-05-11]. （原始内容存档于2021-11-22）.
6. ↑  .   [2007-09-12]. （原始内容存档于2007-09-28）.
7. ↑  .   [2007-09-12]. （原始内容存档于2007-09-28）.
8. ↑  Kenneth T. Jackson: The Encyclopedia of New York City: The New York Historical Society; Yale University Press; 1995. P. 23.
9. ↑  .   [2023-09-05]. （原始内容存档于2023-09-05）.
10. ↑  Host With The Most （页面存档备份，存于）, Time Magazine, 9 April 1956 issue
11. ↑  .   [2008-11-12]. （原始内容存档于2008-12-07）.
12. ↑  .   [2023-04-08]. （原始内容存档于2023-06-09）.
13. ↑  . 2018-11-09  [2018-11-28]. （原始内容存档于2018-11-28）.
14. ↑  .   [2020-06-15]. （原始内容存档于2020-06-15）.
15. ↑  . 中国人民银行网站.   [2020-06-13]. （原始内容存档于2020-10-22）.
16. ↑  . 2021-09-16  [2021-09-18]. （原始内容存档于2021-11-29） （中文（中国大陆））.
17. ↑  . 经济观察网. 2021-09-17  [2021-09-18]. （原始内容存档于2021-09-18） （中文（中国大陆））.
18. ↑  . 大河网. 2021-09-18  [2021-09-18]. （原始内容存档于2022-03-15） （中文（中国大陆））.
19. ↑  美国运通. . 微信公众平台.   [2021-09-18]. （原始内容存档于2021-09-18）.
20. ↑  . 广发银行. 2021-12-30  [2022-02-11]. （原始内容存档于2022-02-11） （中文（中国大陆））.
21. ↑  . 中新经纬. 2021-12-29  [2022-02-11]. （原始内容存档于2022-02-11） （中文（中国大陆））.
22. ↑  美国运通. . 微信公众平台.   [2023-06-08]. （原始内容存档于2023-06-08）.
23. ↑  . 明報新聞網.   [2022-06-09]. （原始内容存档于2022-06-17）.
24. ↑  . 明報新聞網 - 即時新聞 instant news.   [2022-07-09]. （原始内容存档于2022-06-21） （中文（香港））.
25. ↑  文維廣. . 香港01. 2022-06-20  [2022-07-09]. （原始内容存档于2022-07-09） （中文（香港））.

## 外部連結
- （英文）美國運通 （页面存档备份，存于）
- （简体中文）美國運通中國 （页面存档备份，存于）
- （繁體中文）美國運通香港
- （繁體中文）美國運通澳門 （页面存档备份，存于）
- （繁體中文）美國運通台灣 （页面存档备份，存于）
- 美國運通中國的官方微博
- 美國運通的Facebook專頁
- 美國運通的X（前Twitter）
- 美國運通的Instagram帳戶
- YouTube上的美國運通頻道